# José Pampuro
José Juan Bautista Pampuro (28 de dezembro de 1949 – 21 de janeiro de 2021) foi um político argentino. Foi um membro do Partido Justicialista, ministro da Defesa, e senador pela província de Buenos Aires.

## Presidente do Parlamento do Mercosul
Foi Presidente do Parlamento do Mercosul  de 8 de dezembro de 2007 a 27 de junho de 2008 e de fevereiro de 2010 a 9 de agosto de 2010.

## Morte
Pampuro morreu em 21 de janeiro de 2021, aos 71 anos, após lutar contra um câncer por dez anos.